# دير الأسد (أسلم)

تعديل مصدري - تعديل

دير الأسد هي إحدى قرى عزلة أسلم الشام بمديرية أسلم التابعة لمحافظة حجة، بلغ تعداد سكانها 90 نسمة حسب تعداد اليمن لعام 2004.